# Teorema del número poligonal de Fermat
El teorema del número poligonal de Fermat dice que cada número natural es suma de a lo máximo n números poligonales. Cada número natural puede ser escrito como la suma de tres o menos números triangulares, o cuatro o menos números cuadrados, o cinco o menos números pentagonales, y así sucesivamente. 17, por ejemplo, puede ser escrito como sigue:
17 = 10 + 6 + 1 (números triangulares)
17 = 16 + 1 (números cuadrados)
17 = 12 + 5 (números pentagonales).
Un caso especial del teorema bien conocido es el teorema de los cuatro cuadrados de Lagrange, que asegura que cada número natural puede ser expresado como la suma de cuatro cuadrados, por ejemplo, 7 = 4 + 1 + 1 + 1.
Joseph Louis Lagrange demostró el caso cuadrado en 1770 y Carl Friedrich Gauss demostró el caso triangular en 1796, pero el teorema no fue resuelto de forma general hasta que al final fue demostrado por Cauchy en 1813. Una demostración de Nathanson (ver referencias) está basada en el siguiente lema dado por Cauchy:
Para números naturales impares {\displaystyle a} y {\displaystyle b} tales que {\displaystyle b^{2}<4a} y {\displaystyle 3a<b^{2}+2b+4} se pueden encontrar números enteros no negativos {\displaystyle s,t,u} y {\displaystyle v} tales que
{\displaystyle a=s^{2}+t^{2}+u^{2}+v^{2}}
y
{\displaystyle b=s+t+u+v.}